# 從六品
從六品是中国、朝鮮、越南、琉球古代官位的一个级别，属于次于正六品、高于正七品的官员，在多数朝代为县级的官员。

## 中國

### 隋
- 内史省通事舍人，下州长史、司马，上县县令

### 唐朝

#### 文武官
- 从六品上：起居郎、起居舍人、尚书诸司员外郎、大理司直、国子助教、城门郎、符宝郎、通事舍人、秘书郎、著作佐郎、侍御医、诸卫羽林长史、两京市令、下州司马、左右监门校尉、亲勋翊卫旅帅、上县令
- 从六品下：侍御史、少府/将作/国子监丞、司农寺诸园苑监、下牧监、宫苑总监副监、互市监、中牧副监、下府果毅都尉

#### 女官
- 司闺、司则、司馔

#### 散官
- 从六品上：奉议郎、振威校尉
- 从六品下：通直郎、振威副尉、归德司阶

#### 勋
- 飞骑尉

### 宋
- 起居郎，起居舍人，侍御史，尚书省左、右司员外郎，枢密院检详诸房文字，右文殿、秘阁修撰，开封少尹，尚书诸司郎中，开封府判官、推官，少府、将作、军器少监，和安、成和、成安大夫，陵台令
- 飞骑尉
- 医散阶：和安大夫、成和大夫、成安大夫
- 奉直郎、通直郎、振威校尉、振威副尉

### 金
- 六部员外郎、府推官、上县县令

### 元
- 六部员外郎、行中书省员外郎、宣慰司经历、中州同知、上县达鲁花赤、上县知县、大都督府经历

### 明朝

#### 文武官
- 顺天府：推官
- 詹事府：左右赞善、左右司直郎
- 翰林院：史官修撰
- 大理寺：寺副
- 光禄寺：寺丞、署正
- 鸿胪寺：左右寺丞
- 承宣布政使司：经历司经历、理问所理问
- 都转运盐使司：判官
- 盐课提举司：同提举
- 市舶提举司：副提举
- 地方官：州同知
- 武官：千户所镇抚、安抚司副使

#### 散官
- 升授阶：儒林郎、宣德郎、忠武校尉
- 初授阶：承务郎、忠显校尉
- 勋阶：武骑尉

### 清朝

#### 文武官
- 左右春坊左右贊善、翰林院修撰、光祿寺署正、欽天監滿洲五官正、欽天監秋冬官正
- 布政司經歷、布政司理問、運鹽司運判
- 直隸州州同、州同
- 僧錄司左右闡教、道錄司左右演法
- 委署步军校、内务府六品翎长、六品典仪、卫千总、安抚使司副使

#### 散官
- 儒林郎、宣德郎、武略佐骑尉

## 朝鮮

### 朝鮮王朝

#### 文武官
- 副尉、参尉、察访、县监、教授、兵马节制都尉、监牧官

## 琉球

### 琉球國（第二尚氏）

#### 文武官
从务郎、叙德郎，势头座敷